# Rodrigo Andrade
Rodrigo da Costa Andrade (Altinópolis, 17 de dezembro de 1983) é um ator, cantor e compositor brasileiro.

## Biografia
Rodrigo nasceu em 17 de dezembro de 1983, em Altinópolis, cidade do interior de São Paulo, onde morou até os quatro anos de idade, quando se muda para Franca - também no interior do estado. Seu pai, Neno, era palhaço de Circo e seu avô materno, João Henrique, era integrante de uma dupla sertaneja que cantava em festas e quermesses no interior de Minas Gerais. Aos sete anos seu avô lhe deu um violão, que ele aprendeu a tocar sozinho. Seis anos depois, aos doze anos, tornou-se vendedor de tênis. Em entrevista ao site EGO, Rodrigo disse que "quando voltava da escola, ia à rodoviária, pegava o ônibus para a cidade mais próxima e vendia os tênis". Aos 18 anos de idade, mudou-se para São Paulo, onde trabalhou como modelo. Posteriormente, mudou-se para o Rio de Janeiro, passando a trabalhar como ator.
Influenciado por seu avô, tentou formar uma dupla com seu primo, no entanto, Rodrigo seguiu cantando em espetáculos, festas e bares Após uma visita à Casa de Arte das Laranjeiras, para assistir uma apresentação dirigida pelo tio, Lourival Prudêncio, o Lolo, começou a se interessar e se muda e, a partir desse momento, passou a morou em república na Barra da Tijuca, zona oeste do Rio. Ele morou com Rafael Cardoso e André Bankoff, e durante um tempo foi garçom e produtor de uma banda de axé. 

## Carreira
Em 2007, foi convidado por Fabio Zambroni, produtor de elenco da Rede Globo, para participar da gravação de um quadro no programa Turma do Didi. Fez participações em Linha Direta, Ciranda de Pedra e Paraíso: "Fiz vários testes para a Globo até que consegui atuar em ‘Caras e bocas’ como Teo". Em 2011 gravou um álbum ao vivo intitulado Amor Impossível, disponível para download digital gratuito em seu site. Em 2012, integra o elenco do remake Gabriela, onde vive o mulherengo Berto Leal. Em 2015 ele participa juntamente com a atriz Fabiana Karla do clipe da música "Guarda Roupa Vazio" da dupla Edson & Hudson, e também dirigiu o vídeo juntamente com Toninho Mesquita.
Em 2014 paralelamente a carreira nas telas lançou o Álbum "30 anos" com 14 faixas. Entre elas o single "Elemento Surpresa" que ganhou um clipe no YouTube. Mais tarde em 2015 gravou a música "Mentindo pra Saudade em parceria com Gregory Castro, Marília Mendonça, Juliano Tchula & Gabriel Agra.
Em 2016 integra o elenco de Êta Mundo Bom! como o romântico Fábio, sendo seu segundo papel no horário nobre. 
Em 2017 lançou o single "Não há Nada" .
Em 2018 foi escalado para viver seu primeiro papel na Rede Record, o apóstolo Simão Zelote, na novela Jesus. O ator contou, em entrevista ao Portal R7, que o trabalho foi diferente de tudo que já fez. ''É um dos biotipos que mais me encanta, por ser um personagem que permite fazer uma construção do zero." 
Em 2019 Rodrigo Andrade resolveu se afastar das novelas para se dedicar inteiramente a música, lançando seu EP  "O Lobo e o Frango", mais tarde ocorreu o lançamento da segunda parte do EP que foi intitulado "Bom Pra Cachorro" com 6 faixas, entre elas o single "Cachaceiro Sem Dinheiro" e "Culpa é do João?" com participação especial do cantor Hudson Cadorini, de um jeito divertido e irreverente arranca risadas do seu público com letras divertidas e melodias do estilo "Sertanejo Comedy", ganhou comparação da mídia com a banda cômica Mamonas Assassinas. Rodrigo alcançou a incrível marca de 10 milhões de views em plataformas como o Youtube e o Facebook. Agora segue na preparação de sua turnê para o ano de 2020.  

## Filmografia

### Televisão
| Ano  | Título                  | Personagem           | Notas                                         |
| ---- | ----------------------- | -------------------- | --------------------------------------------- |
| 2006 | Linha Direta            | Binho                | Episódio: "Caso Mula"                         |
| 2008 | Ciranda de Pedra        | Inácio               | Episódios: "22 de setembro–2 de out. de 2008" |
| 2009 | Paraíso                 | Mergulhador          | Episódio: "8 de setembro de 2009"             |
| 2009 | Caras & Bocas           | Teodoro Vilela (Téo) |                                               |
| 2011 | Insensato Coração       | Eduardo Alboim       |                                               |
| 2012 | Gabriela                | Berto Leal           |                                               |
| 2013 | Amor à Vida             | Daniel Rodriguez     |                                               |
| 2014 | Super Chef Celebridades | Participante         | Temporada 4                                   |
| 2016 | Êta Mundo Bom!          | Fábio Costa          |                                               |
| 2018 | Jesus                   | Simão Zelote         |                                               |

## Discografia

### Álbuns de estúdio
| Álbum   | Detalhes                                                                                        |
| ------- | ----------------------------------------------------------------------------------------------- |
| 30 Anos | - Lançamento: 21 de setembro de 2014 - Formatos: CD, download digital - Gravadora: Independente |

| Álbum             | Detalhes                                                                                     |
| ----------------- | -------------------------------------------------------------------------------------------- |
| O Lobo e o Frango | - Lançamento: 18 de junho de 2019 - Formatos: CD, download digital - Gravadora: Independente |

| Álbum            | Detalhes                                                                                       |
| ---------------- | ---------------------------------------------------------------------------------------------- |
| Bom Pra Cachorro | - Lançamento: 11 de outubro de 2019 - Formatos: CD, download digital - Gravadora: Independente |

### Álbuns ao vivo
| Álbum           | Detalhes                                                                                 |
| --------------- | ---------------------------------------------------------------------------------------- |
| Amor Impossível | - Lançamento: 12 de abril de 2011 - Formatos: Download digital - Gravadora: Independente |

### Singles
| Título                                                                              | Ano  | Álbum                         |
| ----------------------------------------------------------------------------------- | ---- | ----------------------------- |
| "Só Me Beija"                                                                       | 2012 | 30 Anos                       |
| "30 Anos"                                                                           | 2013 | 30 Anos                       |
| "Senta Aqui"                                                                        | 2014 | 30 Anos                       |
| "Facinho"                                                                           | 2014 | 30 Anos                       |
| "Mentindo pra Saudade" (part. Marília Mendonça, Juliano Tchula e Gregory & Gabriel) | 2015 | Não adicionado à nenhum álbum |
| "Não Há Nada"                                                                       | 2017 | Não adicionado à nenhum álbum |
| "O Dono do Mundo"                                                                   | 2018 | Não adicionado à nenhum álbum |
| "O Lobo e o Frango"                                                                 | 2019 | "O Lobo e o Frango"           |
| "Cachaceiro sem Dinheiro"                                                           | 2019 | "Bom pra Cachorro"            |

## Prêmios e indicações
- Prêmio Quem de Televisão 2011 - Melhor revelação (venceu)[26]
- Prêmio Jovem 2011 - Venceu melhor ator revelação
- Prêmio contigo de televisão - Melhor ator Revelação
- Indicação prêmio contigo melhor ator coadjuvante 2012
- Prêmio Quem de televisão melhor ator coadjuvante 2012
- Premio Extra de televisão melhor ator coadjuvante